# لشکر ۸۰ ایدوم
لشکر ۸۰ ایدوم (انگلیسی: 80th Division) یا لشکر ایدوم لشکر پیاده‌نظام نیروی زمینی اسرائیل و تحت امر فرماندهی جنوبی است، که در سال ۱۹۷۹ تأسیس شد. تیپ پاران از یگان‌های زیرمجموعه لشکر ۸۰ ایدوم است.
لشکر ایدوم یک لشکر منطقه‌ای است که برای حفظ امنیت مداوم در امتداد مرزهای جنوبی کشور اسرائیل با مصر و اردن فعالیت می‌کند. حوزه مسئولیت لشکر ایدوم شامل کارخانه‌ها و هتل‌های دریای مرده در منطقه، شهرک‌های آراوا، ایلات و مرز با مصر، از جمله فرودگاه رامون و پایگاه‌های نیروی هوایی اسرائیل در این منطقه است. این لشکر با همکاری امنیتی با اردن و مصر فعالیت می‌کند.
ستاد فرماندهی لشکر ۸۰ ایدوم در نزدیکی شهر ایلات در بزرگراه ۱۲ واقع شده است.

## یگان‌ها
در فوریه ۲۰۰۷ یک تیپ منطقه‌ای زیرمجموعه این لشکر به نام تیپ ساگی تأسیس شد. در ژوئن ۲۰۱۱ یک تیپ منطقه‌ای دیگر به نام تیپ آراوا تأسیس شد. در دسامبر ۲۰۱۲ تیپ ایلات از یگان‌های زیرمجموعه این لشکر، به تیپ یوآو تغییر نام داد. این واحد جدید وظیفه حفاظت از شهر ایلات در دریای سرخ را برعهده داشت. در نوامبر ۲۰۱۸ تیپ پاران جایگزین تیپ ساگی شد و مسئولیت‌های آن را برعهده گرفت.